# 豐平公園車站
豐平公園車站（日语：／ Toyohira-kōen eki */?）是一位於日本札幌市豐平區5條13丁目、隸屬於札幌市交通局的地下鐵車站。車站編號是H-11。

## 車站構造
1面2線島式月台的地下車站。

### 月台配置
| 月台 | 路線   | 目的地               |
| ---- | ------ | -------------------- |
| 1    | 東豐線 | 美園、福住方向       |
| 2    | 東豐線 | 大通、札幌、榮町方向 |

## 車站周邊
- 豐平公園

## 历史
- 1994年10月14日 - 伴隨市營地下鐵東豐線延伸段的通車，豐平公園車站啟用。

## 相鄰車站
札幌市營地下鐵
 東豐線
學園前（H10）－豐平公園（H11）－美園（H12）

## 外部連結
- （日語）豐平公園站內配置圖（札幌市交通局）

1. ↑  “都心直結 期待を乗せて 東豊線延長 福住駅で発車式”. 北海道新聞 (北海道新聞社). (1994年10月13日)